# Kenyamyidae
Kenyamyidae é uma família de roedores extintos do Mioceno da África.
- Kenyamys Lavocat, 1973
  - Kenyamys mariae
  - Kenyamys williamsi
- Simonimys Lavocat, 1973
  - Simonimys genovefae